# Mormonia scintillans
Mormonia scintillans là một loài bướm đêm trong họ Noctuidae.